# Perto Ayala
Perto Ayala (de nombre Alberto Ayala) es un músico y productor musical español.

## Reseña biográfica
En 2008, funda su primera banda de música Laberinto sin salida junto a Ramón Utreras grabando un total de 4 discos: El mito de la taberna, No importa caer, Tomando Tierra, La era de los gigantes. Finalmente, en 2018 abandona temporalmente la banda y comienza varios proyectos, entre los que destacan Inkordia (banda de rap-metal) y Rebelo, llegando a un acuerdo con Rock Estatal Records para la publicación del disco La caja de ritmos de Inkordia. En 2023, Laberinto sin salida se vuelve a juntar para hacer la conmemoración de su 15 aniversario, publicando el single Gracias. 
En 2025, publica Vendaval, su primer trabajo en solitario bajo el nombre Perto Ayala.

## Producción musical
En 2016, estudia el máster en Ingeniería del Sonido y Producción Discográfica, dirigido por Javier Desiderio, y recibió clases de grandes productores internacionales como Nigel Walker, Ludovico Vagnone, entre otros.
Tras finalizar sus estudios, funda Rampazo Records, estudio en el que graba a artistas como Pequeño Jo, Chorretón d.l.p.t.v., Homizide, Fingeroff, Bizancio, Desenkanto, Laberinto sin salida, Valoa, Looking For a Way, Inkordia, durante sus primeros años.
Su pasión por el grupo Foo Fighters y la nitidez del sonido de bandas como Rise Against, Sum 41 o Versus the World (banda), hizo que a partir de 2018 centrase su enfoque hace unas producciones de rock con más punch, buscando baterías más agresivas y guitarras potentes con un tono más definido.
En 2020, conoce al productor Roger García (La Raíz, Valira, La Gossa Sorda, Mafalda, Funkiwis), con quien avanza en sus conocimientos de grabación y mezcla, y quien más tarde se encargará de gran parte de la mezcla de su trabajo en solitario.

## Laberinto sin salida
En Noviembre de 2008, Perto y Pepino (Ramón Utreras) fundan Laberinto sin salida, compuesto por Perto a la voz y guitarra, Ramón Utreras (Pepino) a la batería, Pepe Alacid a los teclados y coros, Laureano Suárez al bajo y Vera a las guitarras.
En 2011, Vera abandona la banda y Blas López se incorpora a la voz y guitarra, publicando su primer álbum El mito de la taberna, disco autoproducido por la banda en el que colabora Desakato y con un sonido que les diferenció del resto de bandas locales.
En 2013, Laureano abandona el grupo y se incorpora Jorge Sánchez al bajo. Debido a las influencias de la banda (Ska-p, La pulquería, La raíz) deciden incluir en la banda sección de vientos, con Juan González al trombón, y Pedro Ayala (Merla) y Joaquín Molina a las trompetas.
Durante estas fechas, coinciden con con Desakato, Albertucho, Desconfianza Mutua, Discordia, Santiago Campillo & the electric band, Blackout, Insomnia, Vendetta Fucking Metal, Ebony Code, Traficantes del Ritmo, Esencia de bar, Desenkanto, Chorretón d.l.p.t.v., TAS, Traspié, entre otros, hasta finales de 2013 cerrando gira.
En Febrero de 2015 graban su Ep titulado No importa caer, producido por José Marsilla en AEnima Estudios, en el que se ve más definido el estilo de la banda y con el que giran a nivel nacional durante 2015.
A finales de 2015, Jerónimo de Moya entra a la banda como nuevo trombonista y se presentan a un concurso de bandas emergentes en Molina de Segura, ganando el primer premio. que consistía en grabar un EP en los estudios El Señor Guindilla Records con Javier Desiderio. Así fue como grabaron su tercer trabajo de estudio Tomando Tierra, en el que colaboran Poncho K y Dikers.
Durante los siguientes años, la banda experimenta varios cambios en su formación, hasta estabilizarse y grabar en 2017 La Era De Los Gigantes con la colaboración del grupo Combo Calada y Mez-K
Finalmente, la banda se toma un descanso en 2018, después de una intensa actividad de 10 años sin parar de tocar, componer y grabar. 
Posteriormente, en 2023, organizaron un reencuentro en su pueblo, Ceutí, en el que tocaron para celebrar su 15 aniversario y publicaron el single Gracias

## Inkordia
Tras su marcha de Laberinto sin salida, Perto recibe una propuesta del baterista Jacin J. López para formar una banda junto a Chusky de Desconfianza mutua. Al aceptar, conoce a Nillo M.C., Efecto y Pelao, con quienes se aventuraría en la creación de un álbum completamente diferente a lo que venía haciendo con Laberinto sin salida. Fue así como nació Inkordia, un proyecto con el que publicaron un álbum titulado La caja de ritmos

## Perto Ayala en solitario
En marzo de 2024, Perto se encuentra con varias maquetas que había grabado desde 2013 y decide darles un lavado de cara, yéndose a El señor Guindilla Records a grabar las baterías de Vendaval, Rompecorazones, Cruel tambaleo y Vuestras voces. Seguidamente, graba bajos y guitarras en Rampazo Records. En verano de ese mismo año, compone Mil maneras de correr, canción que muestra a su amigo y productor Miguel Alcázar, quien se encarga de mezclar la canción.
A finales de 2024, Perto habla con su buen amigo y productor de cine  Fernando Cano para terminar de grabar las baterías del disco en su estudio El hombre que escucha estudios.
A comienzos de 2025, el productor Roger García y Perto contactan para que Roger lleve a cabo gran parte de las mezclas y masterizaciones del álbum.
En Mayo de 2025, publicará su nuevo single Vendaval.